# Sanremo-Festival 1951
Die erste Ausgabe des Festival della Canzone Italiana di Sanremo fand 1951 vom 29. bis 31. Januar im städtischen Kasino in Sanremo statt und wurde von Nunzio Filogamo moderiert.

## Hintergrund und Ablauf

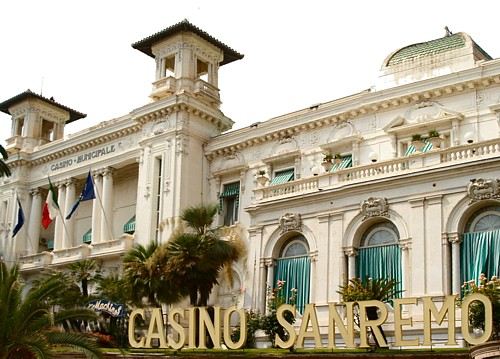
Das städtische Kasino, Veranstaltungsort des Sanremo-Festivals

Um nach 1945 den Tourismus in Sanremo zu fördern, schlug eine Kommission unter Vorsitz von Amilcare Rambaldi die Organisation eines Musikfestivals vor. Die entscheidende Initiative ging einige Jahre später vom Direktor des öffentlichen Radios, Giulio Razzi, aus. Das Festival war als Liederwettbewerb gedacht, zu dem alle Musikverlage Beiträge einsenden konnten. Aus 240 Einsendungen wurden 20 Lieder ausgesucht, die im Lauf des Festivals vor dem Saalpublikum im städtischen Kasino von drei Interpreten aus den Reihen des staatlichen Rundfunks RAI vorgetragen wurden: Nilla Pizzi, Achille Togliani und das Duo Fasano, bestehend aus den Schwestern Dina und Delfina Fasano. Zwei Orchester unter der Leitung von Cinico Angelini begleiteten die Sänger.
Die teilnehmenden Lieder wurden in zwei Gruppen aufgeteilt. Die erste Gruppe wurde am Montag vorgetragen und die zweite am Dienstag, jeweils zehn Lieder pro Abend. Es qualifizierten sich an beiden Abenden fünf Lieder für das Finale am Mittwoch. Somit mussten es am Ende zehn Finalisten unter sich ausmachen, wer das erste Sanremo-Festival gewinnen würde. Die Rangliste wurde durch das Saalpublikum bestimmt. Der Radiosender Rete Rossa übertrug sämtliche Auftritte live, verzichtete aber auf die Bekanntgabe des Siegertitels. Die Siegerin Nilla Pizzi erhielt lediglich einen Blumenstrauß und eine außerordentliche Gage von 30.000 Lire.

## Teilnehmende Beiträge
| Platzierung | Interpret                        | Lied                        | Autoren                                             |
| ----------- | -------------------------------- | --------------------------- | --------------------------------------------------- |
| 1           | Nilla Pizzi                      | Grazie dei fiori            | Gian Carlo Testoni, Mario Panzeri, Saverio Seracini |
| 2           | Nilla Pizzi und Achille Togliani | La luna si veste d’argento  | Vittorio Mascheroni, Biri                           |
| 3           | Achille Togliani                 | Serenata a nessuno          | Walter Colì                                         |
| Finalist    | Achille Togliani und Duo Fasano  | Al mercato di Pizzighettone | Nino Ravasini, Aldo Locatelli                       |
| Finalist    | Duo Fasano                       | La cicogna distratta        | Carrel, Aldo Valleroni, Da Rovere                   |
| Finalist    | Nilla Pizzi und Duo Fasano       | La margherita               | Ester B. Valdes                                     |
| Finalist    | Nilla Pizzi und Achille Togliani | L’eco fra gli abeti         | Enzo Bonagura, Carlo Alberto Rossi                  |
| Finalist    | Achille Togliani und Duo Fasano  | Famme durmì                 | Virgilio Panzuti, Danpa                             |
| Finalist    | Achille Togliani                 | Sedici anni                 | Livio Gambetti, Mario Mariotti, Astro Mari          |
| Finalist    | Duo Fasano                       | Sotto il mandorlo           | Gian Carlo Testoni, Mario Panzeri, Carlo Donida     |
|             | Nilla Pizzi                      | È l’alba                    | Gian Carlo Testoni, Armando Trovajoli               |
|             | Nilla Pizzi                      | Ho pianto una volta sola    | Dino Olivieri, Pinchi                               |
|             | Achille Togliani                 | Mai più                     | Renato Fuselli, Filippo Rolando                     |
|             | Achille Togliani                 | Mani che si cercano         | Gino Redi, Giovanna Colombi                         |
|             | Nilla Pizzi                      | Mia cara Napoli             | Mario Ruccione, Salvatore Mazzocco                  |
|             | Nilla Pizzi                      | Notte di Sanremo            | Enzo Luigi Poletto                                  |
|             | Nilla Pizzi                      | Oro di Napoli               | Angelo Brigada, Umberto Bertini                     |
|             | Achille Togliani und Duo Fasano  | Sei fatta per me            | Giovanni Fassino, Guido Quattrini                   |
|             | Duo Fasano                       | Sorrentinella               | Saverio Seracini, Arrigo Giacomo Camosso            |
|             | Nilla Pizzi                      | Tutto è finito              | Danilo Errico, Otello Odorici, Sergio Odorici       |

## Erfolge
Die Schallplatte mit dem Siegertitel Grazie dei fiori verkaufte sich im Anschluss an das Festival 36.000-mal, das Lied wurde in Italien zu einem Klassiker. Besonders populär wurden auch die Lieder Sorrentinella und Al mercato di Pizzighettone.